# ياسر كورونا
ياسر كورونا (بالإسبانية: Yasser Corona) (28 يوليو 1987 في المكسيك - ) هو لاعب كرة قدم مكسيكي في مركز الوسط. شارك مع منتخب المكسيك لكرة القدم. أما مع النوادي، فقد لعب مع نادي بويبلا ونادي تشياباس ونادي سان لويس ونادي موريليا الرياضي وVenados F.C. ‏ ونادي كيريتارو ونادي ماردة ‏.

## روابط خارجية
- ياسر كورونا على موقع قاعدة بيانات كرة القدم.إي يو (الإنجليزية)
- ياسر كورونا على موقع ناشيونال فوتبول تيمز (الإنجليزية)
- ياسر كورونا على موقع Soccerway.com (الإنجليزية)
- ياسر كورونا على موقع عالم كرة القدم.نت (الإنجليزية)
- ياسر كورونا على موقع AS.com (الإسبانية)